# Simon Zöchbauer

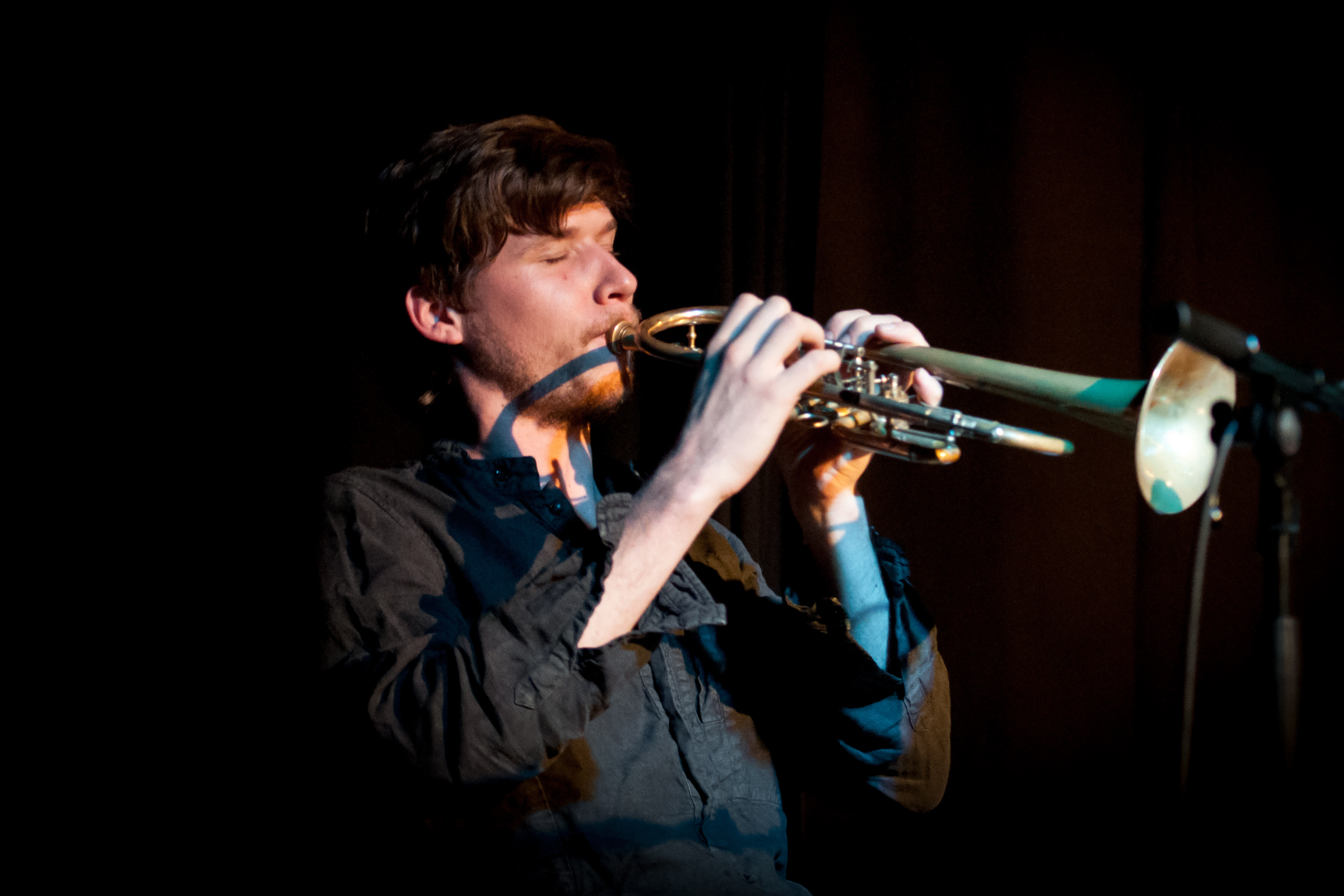
Simon Zöchbauer in der Wiener Sargfabrik im März 2014

Simon Zöchbauer (* 9. Dezember 1988 in Herzogenburg, Niederösterreich) ist ein österreichischer Trompeter, Komponist, Improvisator, Sänger, Zitherspieler und Festivalleiter.

## Werdegang

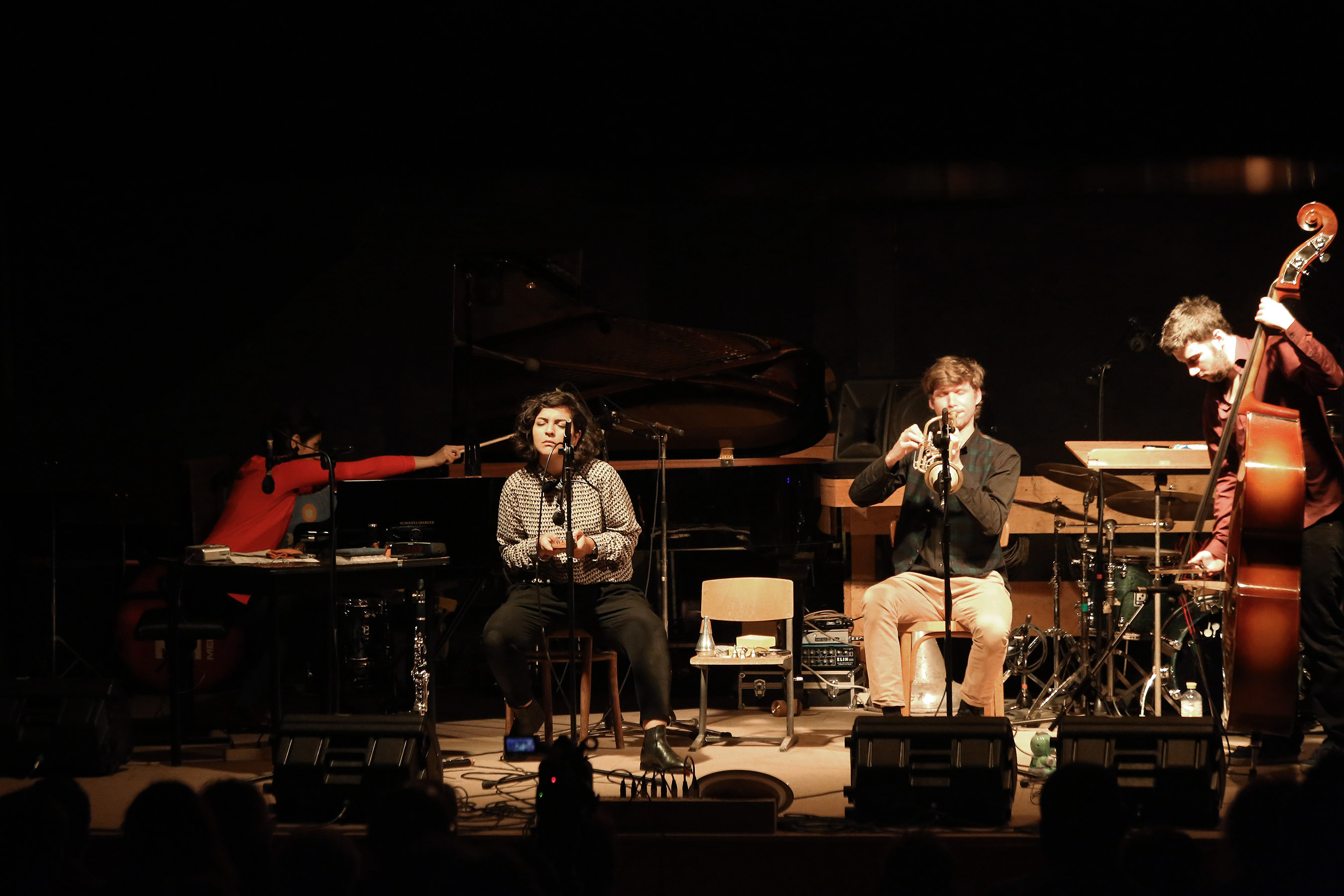
Mit den Young Vienna Improvisers (Ulrichsberger Kaleidophon 2013)

In eine musikalische Familie geboren, wuchs Simon Zöchbauer mit traditioneller Musik und später Blasmusik auf. Neben dem klassischen Trompetenstudium begann er Gesangsunterricht zu nehmen und im Alter von 19 Jahren Zither zu lernen. Er begann seine musikalische Ausbildung an der  Musikschule Herzogenburg. Der Wunsch Trompete zu lernen entstand, als er als 9-Jähriger auf einer Reise nach New Orleans zum ersten Mal marschierende Brassbands erlebte. Nachdem er 2003 beim Bundeswettbewerb Prima la musica einen 1. Preis mit Auszeichnung erhielt, entschloss er sich Berufsmusiker zu werden und begann von 2004 bis 2006 an der Anton Bruckner Privatuniversität in Linz Trompete zu studieren.
Von 2008 bis 2015 studierte er Konzertfach Trompete an der Universität für Musik und darstellende Kunst Wien und erhielt weiteren Unterricht von Bo Nilsson, Markus Stockhausen und  Reinhold Friedrich, bei dem er ein Semester in Karlsruhe studierte. 2019 schloss er sein Masterstudium in Komposition an der Jam Music Lab Privatuniversität in Wien ab.
2014 wurde Zöchbauer das Startstipendium für Musik des österreichischen Bundeskanzleramtes zuerkannt, das er für einen mehrmonatigen Aufenthalt in New York City nutzte, um dort Unterricht in Improvisation und Komposition zu nehmen.

## Stil
Der großteils autodidaktisch erlernte  Kompositionsstil Simon Zöchbauers ist von Elementen der traditionellen österreichischen Instrumental- und Vokalmusik ebenso beeinflusst wie von Jazz, Klassik und experimenteller Musik. In seinen Kompositionen für Streichquartett und Trompete sind neue Spieltechniken und elektronische Einflüsse ebenso vorhanden wie experimentelle Klänge und Improvisation.

## Projekte
Simon Zöchbauer ist Mitglied der Formation Federspiel, die seit 2004 besteht sowie dem 2011/13 gegründeten Duo Ramsch und Rosen. Mit beiden Projekten ist er international tätig und spielt Konzerte in  Deutschland, Italien, Tschechien, Frankreich, der Schweiz, Litauen, Ungarn, Spanien, England, Belgien, den USA und Kanada.
Seit 2019 tritt Simon Zöchbauer regelmäßig mit dem Koehne Quartett als Ensemble ACHAD auf.
Er ist einer der Intendanten des wellenklänge Festivals in Lunz am See.

## Tonträger
- Federspiel: Federspiel (2010)
- Federspiel: Unerhört Bumm (2012)
- Federspiel: Live aus dem Wiener Musikverein (2014)
- Ramsch und Rosen: Bellver (2014)
- Ramsch und Rosen: Bergen (2016)
- Federspiel: Smaragd (2016)
- Federspiel: Wolperting (2018)
- Federspiel: Von der Langsamen Zeit (2019)
- ACHAD: Achad (2019)

## Auszeichnungen
- 2003: Prima la musica: 1. Preis mit Auszeichnung auf Bundesebene